# Distretto di Yang Sisurat
Il distretto di Yang Sisurat (in thailandese: ยางสีสุราช) è un distretto (amphoe) della Thailandia, situato nella provincia di Maha Sarakham.